# Michael Parkes
Michael Parkes (Sikeston, Missouri, 1944) is een Amerikaanse kunstenaar woonachtig in Spanje wiens bekendste werken geïnspireerd zijn door fantasy en magisch realisme. Hij is gespecialiseerd in schilderen, lithografie en beeldhouwkunst. Zijn werk is op grote schaal beschikbaar in de vorm van posters en hij heeft negen boeken gepubliceerd.

## Biografie
Parkes studeerde grafische kunst en schilderkunst aan de Universiteit van Kansas. Als student was Parkes gefascineerd door verschillende grafische processen, en hij werd later bedreven in het moeilijke medium van de kleuren lithografie. Veel van zijn recente werken zijn geproduceerd als Aurographics, limited edition giclée prints.
De unieke stijl van Parkes is mede beïnvloed door zijn verblijf in India, waarbij hij de kunst tijdelijk had opgegeven en zich heeft verdiept in filosofische verlichting.
In het begin schilderde hij vooral in een abstracte expressionistische stijl, later begon hij echter te tekenen en te schilderen in een nauwgezette stijl van gedetailleerde weergave. Deze stijl is in principe realistisch, maar maakt vaak gebruik van magische onderwerpen, met beelden die zijn afgeleid van een scala aan tradities, waaronder de kabbalistische en de tantrische. Vreemde beesten komen mysterieuze gevleugelde vrouwen tegen, goed en kwaad vechten hun eeuwige conflict uit.

## Trivia
- Een beeld van Parkes, Angel Affair (2004), was de coverillustratie van het september/oktober 2004 nummer voor het tijdschrift voor Schone Kunsten, dat ook een artikel bevat over een van de tentoonstellingen van Parkes in Nederland.
- In 2009 wordt een van Parkes 'schilderijen, The Three Graces, herhaaldelijk genoemd in de roman The Lost Symbol van Dan Brown.